# حزب برادران
حزب برادران، از تشکل‌های سیاسی-مذهبی تأسیس شده در دهه ۱۰ شمسی توسط  سید نورالدین حسینی الهاشمی (شیرازی). هدف از تأسیس آن تبدیل اسلام هیئتی و سنتی به اسلام زنده و سیاسی بوده‌است.
طرح اولیه این حزب در سال ۱۳۱۳ ش، زمانی که هیچ‌کس قدرت تشکیل مجمع و حزب را نداشت
توسط  سید نورالدین ریخته شد و به صورت محرمانه در همان دورهٔ رضاخان توسعه یافت. پس از ۱۳۲۰ فعالیت آن گسترش و نمود زیادتری پیدا کرد و پس از ۱۳۲۴ آشکارا به فعالیت پرداخت. با استفاده از تشکل‌های فرعی و هیئت های مذهبی گسترش زیادی یافت.
آیین برادری، نشریه رسمی این حزب بوده‌است. همچنین مهرایزد به صاحب امتیازی سید محمدرضا حسینی الهاشمی، از نشریات اصلی آن بوده‌است.
سردار حکمت و قوام شیرازی نمایندگان مورد حمایت این حزب در انتخابات مجلس شورای ملی در دوره‌های مختلف بودند.